# Limenitis nea
Limenitis nea är en fjärilsart som beskrevs av William Chapman Hewitson 1847. Limenitis nea ingår i släktet Limenitis och familjen praktfjärilar. Inga underarter finns listade i Catalogue of Life.